# Jane Randolph
Jane Del Amo, más conocida como Jane Randolph pero nacida como Jane Roemer (Youngstown, Ohio, EE. UU., 30 de octubre de 1915 - Gstaad, Suiza, 4 de mayo de 2009) fue una actriz cinematográfica estadounidense.
Hija de Cora y George Roemer (que era diseñador de acerías), se crio en Kokomo (Indiana), y se mudó a Hollywood en 1939 con la intención de comenzar su carrera como actriz. Ingresó en la escuela de Max Reindhart, y en 1941 fue seleccionada por la Warner Bros. para actuar en un par de pequeños papeles. En 1942 fue contratada por los estudios RKO, y fue seleccionada para el papel protagonista de  Highways by Night (1942), pero consiguió la fama con sus papeles en películas de cine negro, entre las que se encontraron Jealousy (1945) and Railroaded! (1947), y por algunas películas de terror de serie B (de bajo presupuesto pero muy populares), como Cat People (1942) y The Curse of the Cat People (1944), que se considera uno de sus mejores papeles, a pesar de ser de actriz secundaria.
Una de sus últimas películas fue la comedia de intriga Abbott and Costello Meet Frankenstein (1948). En 1949 conoció en Los Ángeles al que sería su marido, Jaime del Amo (hijo de Gregorio del Amo), mientras este proyectaba la construcción de Del Amo Fashion Center en Torrance, con el que se casó ese mismo año y con el que tuvo una hija, Cristina del Amo. Con él se mudó a España, aunque siguió pasando temporadas en California. Tras la muerte de su marido en 1966, se mudó a Suiza, aunque en los últimos años de su vida pasó largas temporadas en Los Ángeles, donde tenía una casa. Durante su estancia en Suiza se movió en el entorno de la Jet set, dando múltiples fiestas y eventos. Murió en su chalet "Jacriamo" de Gstaad (Suiza) el 4 de mayo de 2009 mientras convalecía de una operación de cadera.

## Filmografía

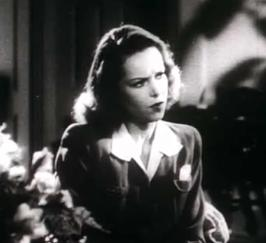
Jane Randolph como Alice Moore, en La mujer pantera.

- La Princesa de Éboli (That Lady) (1955) ... extra
- Abbott and Costello Meet Frankenstein (1948) .... Joan Raymond
- Open Secret (1948) .... Nancy Lester
- La brigada suicida (1947) (no sale en los créditos) .... Diana Simpson
- Railroaded! (1947) .... Clara Calhoun
- Fool's Gold (1947) .... Jessie Dixon
- The Mysterious Mr. M (1946) .... Marina Lamont
- In Fast Company (1946) .... Marian McCormick
- Primera Plana (The Front Page) (1945) (TV) .... Peggy Grant
- Jealousy (1945) .... Janet Urban
- A Sporting Chance (1945) .... Pamela Herrick
- In the Meantime, Darling (1944) .... Mrs. Jerry Armstrong
- La maldición de la mujer pantera (The Curse of the Cat People) (1944) .... Alice Reed
- The Falcon Strikes Back (1943) .... Marcia Brooks
- Cat People (1942) .... Alice Moore
- Highways by Night (1942) .... Peggy Fogarty
- The Falcon's Brother (1942) .... Marcia Brooks